# 三石直和
三石 直和（みついし なおかず）は、日本の映像ディレクター。主にMVやCMの演出を手がける。

## 作品

### ミュージックビデオ
- Ivy to Fraudulent Game「Memento Mori」
- 蒼井翔太「DDD」
- 青柳翔「そんなんじゃない」
- 安室奈美恵「TSUKI」「Neonlight Lipstick」「Mint」
- アンジュルム「タデ食う虫もLike it!」「愛されルート A or B？」
- =LOVE「僕らの制服クリスマス」「手遅れcaution」「探せ ダイヤモンドリリー」「虹の素」「Sweetest girl」「青春“サブリミナル”」「拝啓 貴方様」
- 12012「薄紅と雨」
- illion「BANKA」
- indigo la End「藍色好きさ」「愛の逆流」
- AKB48「Ambulance」「Summer side」「水の中の伝導率	」「金の羽根を持つ人よ」「君は今までどこにいた？」「哀愁のトランペッター」「光の中へ」「Better」「点滅フェロモン」「野蛮な求愛」「終電の夜」「青春 ダ・カーポ」「あの夏の防波堤」
- HKT48「いじわるチュー」
- A.B.C-Z「火花アディクション」
- SKE48「反射的スルー」
- STU48「風を待つ」「息をする心」
- NMB48「野蛮なソフトクリーム」「恋と愛のその間には」
- NGT48「Whatcha Gonna Do」「カーテンの柄」
- GAGLE「聞こえるよ feat. 七尾旅人」
- KAT-TUN「Dead or Alive」
- GUMMY「信じてる… GUMMY ver.」
- 京本大我・松村北斗（SixTONES）｢ってあなた｣
- KEITA「Brand-New Day」
- The BONEZ「To a person that may save someone」
- SA.RI.NA「赤い糸 feat.ハジ→」
- CNBLUE「WHITE」
- GENIC「LifE!!」「IT'S SHOWTIME」「あきらめられないのさ」
- Sexy Zone「イノセントデイズ」
- 7ORDER 「雨が始まりの合図」
- Sonar Pocket「X'masラブストーリー。」「ai」「最終電車 〜missing you〜」「笑顔の理由。」「My Honey」「Song for you ～明日へ架ける光～」
- 大国男児「夢まであと・・・」
- 環ROY「ワンダフル」
- チームしゃちほこ「Chérie!」
- つばきファクトリー「約束・連絡・記念日」
- DEEP「雪しずり」
- Dragon Ash「光りの街」「Beside You」
- AAA「笑顔のループ」
- ナオト･インティライミ「ハイビスカス」
- NEWS「ヒカリノシズク」「恋を知らない君へ」「Love Story」｢ビューティフル｣
- 乃木坂46「太陽ノック」
- 秦基博「花」
- 馬場俊英「青空」
- 日向坂46「海風とわがまま」
- フルカワユタカ「too young to die」
- 僕が見たかった青空「青空について考える」
- miwa「fighting-Φ-girls」
- moumoon「Hello,Shooting-star」「I’m Scarlet 」
- モーニング娘。'18「自由な国だから」
- ゆず「GreenGreen」
- 渡辺美優紀「やさしくするよりキスをして」

### その他
- NIKE x UNDERCOVER 「逆走 夜の大運動会」web movie
- AMAZING DOME powered by LEXUS New IS
- aBUTTON Vol.4_夢 有村架純 Blu-ray & DIGITAL DATA
- THE LAST GUEST / SOUL’d OUT “Singin’ My Lu” Inspired Movie
- Moff – a wearable smart toy -
- カルピス七夕プロジェクション 〜お家で小さな天の川をみよう〜 WEB MOVIE
- 指原莉乃 with AKB48 Team 8 / 恋する充電プリウス 〜恋するフォーチュンクッキー２〜MV
- 「SHAKE TRICK」WEB MOVIE DIGEST　ダイドードリンコ 〜泡立つデミタス エスプレッソ〜
- オリックスグループCM 『ファン感謝』篇 『少年野球選手』篇
- 無印良品 / 目に見えないものをデザインした空気清浄機。WEB MOVIE
- EDWIN X EITA , ALL MADE IN JAPAN / 503編
- gloops CORPORATE MOVIE
- 福助 / 満足 WEB-CM
- うたわれるもの 偽りの仮面 TVCM「PRAY? or PLAY?」篇
- ホクト / ｢菌はチカラ｣篇 TVCM
- それでも、わたし。/ niko and …
- Pepper Web movie /  『スケーラー』篇『ペパリズム』篇
- ブルボン フェットチーネグミ×SCANDAL コラボMV「LOVE ME DO」
- SK-II / もしも未来の肌を見れるなら？有村架純、55歳の自分に向き合う
- ゆめタウン / 「you me Fes. フラワー篇」TVCM
- COLORHOLIC – 水曜日のカンパネラ × shu uemura
- 豊田自動織機 / 「創ろうの歌」TVCM
- 「時代は変わった。君らはどうだ。」テクノプロ2019年インターンシップ
- ナツイチ スペシャルムービー
- 東芝 dynabook TVCM 「はじめてのプロジェクトリーダー」篇